# Titularbistum Scampa
Scampa ist ein Titularbistum der römisch-katholischen Kirche.
Es geht zurück auf ein frühchristliches Bistum im heutigen Mittelalbanien nahe Durrës, das der Kirchenprovinz Epiro Nuovo angehörte. An der Stelle ihres im frühen Mittelalter aufgelassenen Zentralorts wurde später die Stadt Elbasan gegründet.
| Titularbischöfe von Scampa |                               |                                                        |                   |                   |
| Nr.                        | Name                          | Amt                                                    | von               | bis               |
| 1                          | Tharcisse Tshibangu Tshishiku | Weihbischof in Kinshasa (Demokratische Republik Kongo) | 1. September 1970 | 26. November 1991 |
| 2                          | Sylvester Monteiro            | Weihbischof in Nagpur (Indien)                         | 6. Dezember 1993  | 9. Februar 1999   |
| 3                          | Werner Thissen                | Weihbischof in Münster (Deutschland)                   | 16. April 1999    | 22. November 2002 |
| 4                          | Rainer Maria Woelki           | Weihbischof in Köln (Deutschland)                      | 24. Februar 2003  | 2. Juli 2011      |
| 5                          | Anselm Umoren MSP             | Weihbischof in Abuja (Nigeria)                         | 8. November 2011  |                   |